# جام یوفا ۰۸–۲۰۰۷
جام یوفا ۰۸–۲۰۰۷، سی و هفتمین فصل از جام یوفا، مسابقات فوتبال باشگاهی سطح دوم اروپا بود که توسط یوفا سازماندهی شد و با قهرمانی زنیت سن پترزبورگ به پایان رسید.